# Porta Meridiana

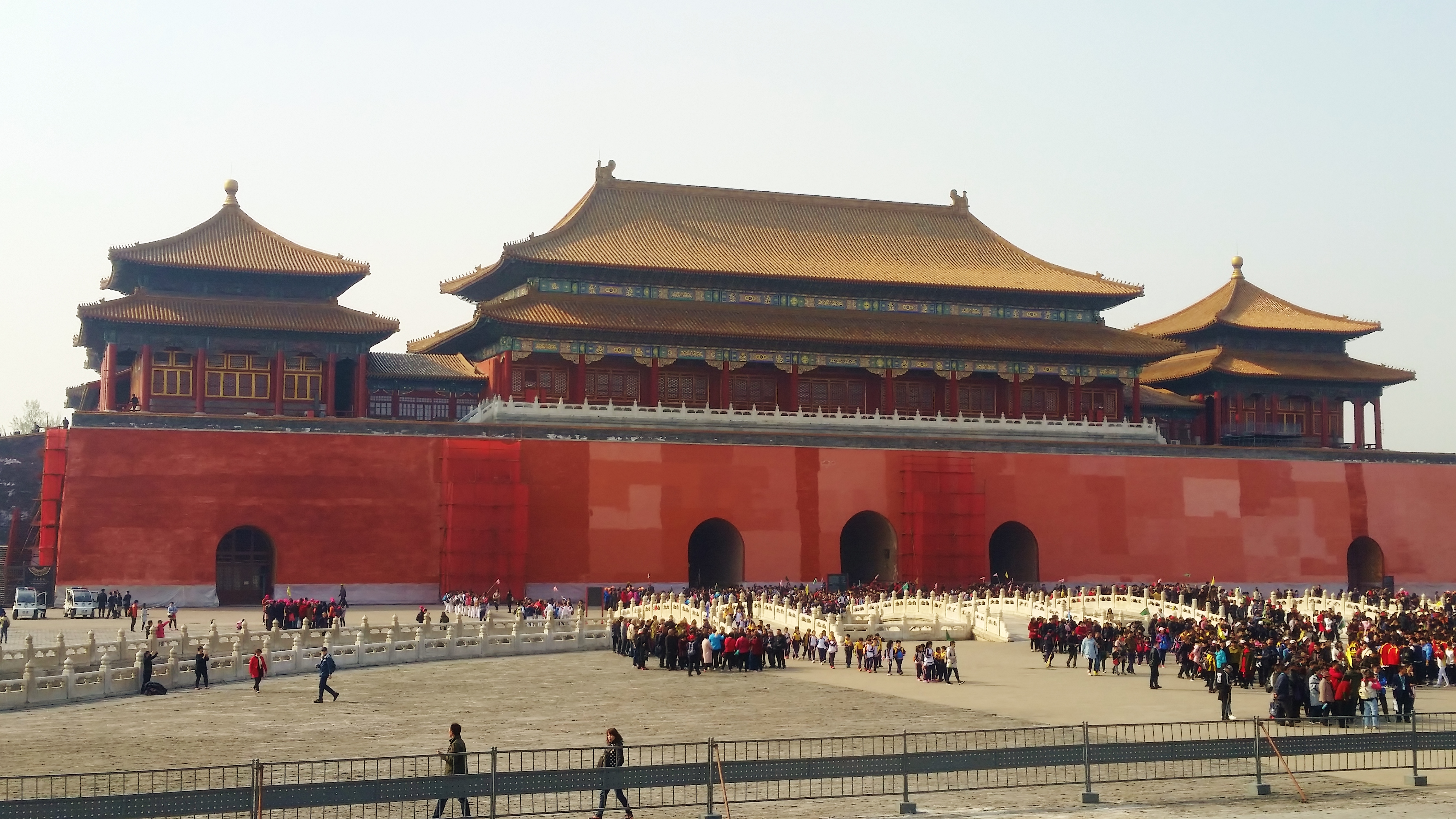
La Porta Meridiana vista da nord - sono visibili i cinque archi.

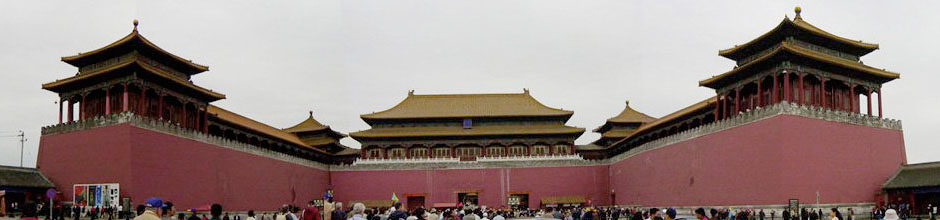
La Porta Meridiana vista da sud.

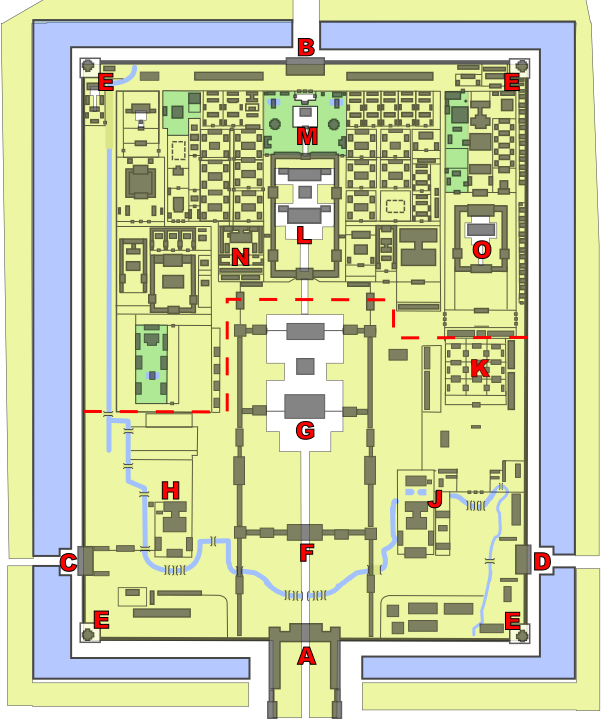
Pianta della Città Proibita. Le etichette in rosso sono utilizzate come riferimenti per il testo.
----
- – - La linea divide approssimativamente la corte interna (nord) con l'esterna (sud).
----
A. Porta Meridiana
B. Porta della Divina Potenza
C. Porta Gloriosa dell'Ovest
D. Porta Gloriosa dell'Est
E. Torri angolari
F. Porta della Suprema Armonia
G. Palazzo della Suprema Armonia
H. Palazzo dell'Eminenza Militare
J. Palazzo della Gloria Letteraria
K. I tre luoghi del sud
L. Palazzo della Purezza Celeste
M. Giardino Imperiale
N. Palazzo dell'Educazione Mentale
O. Palazzo della Tranquilla Longevità

La Porta Meridiana o Wumen (cinese 午門T, 午门S, WǔménP; mancese: ᠵᡠᠯᡝᡵᡤᡳᡩᡠᠯᡳᠮᠪᠠᡳᡩᡠᡴᠠ; Möllendorff: julergi dulimbai duka ) è l'ingresso principale, conseguentemente più grande e maestoso, della Città Proibita di Pechino (Cina). Permette l'accesso meridionale al complesso palaziale ed immette nel c.d. "Cortile Interno".

## Descrizione
Costruita su di una piattaforma alta 13,5 metri, a differenza delle altre porte della Città Proibita, la Porta Meridiana (A) sviluppa su ambo i lati delle "ali" (dei corpi di fabbrica derivati dalle antiche torri Que dell'architettura cinese) che protendono verso sud e, insieme alla porta stessa, formano i tre lati di un quadrato in aggetto sul fossato che protegge la residenza imperiale: "凹". La planimetria non era di per sé innovativa in quanto riprendeva quella della Porta Meridiana del Palazzo Ming di Nanchino, prima residenza dinastica.
Nella sostruzione, la porta ha cinque androni d'ingresso (il cinque è un numero associato alla maestà imperiale nel simbolismo cinese), tutti ad architrave (laddove invece, nelle altre porte d'ingresso alla cinta muraria dell'antica Pechino si utilizzò l'archivolto): i tre centrali sono ravvicinati (nuovamente come a Nanchino) mentre i due laterali sono spostati verso i corpi di fabbrica laterali. L'androne centrale era in precedenza riservato al solo imperatore (uniche eccezioni erano l'imperatrice, che poteva accedervi una volta il giorno del suo matrimonio, ed i primi tre alunni promossi durante i c.d. Esami imperiali). Tutti gli altri funzionari e servitori dovevano usare gli androni laterali. Quest'ingresso centrale è parte della Via Imperiale, un percorso contrassegnato da pietra che forma l'asse centrale della Città Proibita e della stessa antica città di Pechino.
Una serie di edifici formano la sovrastruttura della porta. Quello centrale è un padiglione largo nove campate (anche il nove è numero associato all'imperatore), in stile Xieshanding multi-gronda. Su ciascuno dei lati sporgenti, un edificio lungo tredici campate in stile Xieshanding a gronda singola collega i due padiglioni con tetto piramidale che sovrastano le antiche strutture delle torri "que". Questa sovrastruttura è nota come "Le torrette delle cinque fenici" perché è composta da cinque edifici. Tutti gli edifici, cosa comune nella Città Proibita, hanno tegole di colore giallo, attributo della figura imperiale. I proclami e gli almanacchi imperiali venivano declamati presso la porta. Dopo le campagne militari vittoriose, l'imperatore riceveva presso la Porta Meridiana i prigionieri di guerra e sempre lì avvenivano le decapitazioni di massa.
Sebbene il mito urbano pechinese narri che alti ufficiali fossero giustiziati presso la Porta Meridiana al tempo dell'Impero, la realtà è che presso la porta venivano effettivamente eseguite le eventuali punizioni corporali ai danni degli stessi.
Nella geografia dell'antico sistema di fortificazioni di Pechino, la Porta Meridiana della Città Proibità era il vertice settentrionale dell'asse stradale che dalla porta Yongdingmen della Città Esterna risaliva verso nord attraverso le porte Zhengyangmen (nella Città Interna) e Tiananmen (nella Città Imperiale) fino alla Città Proibita.

Procedendo verso nord dalla Porta Meridiana all'interno del complesso palaziale si arriva alla Porta della Suprema Armonia (F).